# Szczeglin (województwo kujawsko-pomorskie)
Szczeglin – wieś w Polsce położona w województwie kujawsko-pomorskim, w powiecie mogileńskim, w gminie Mogilno.

## Podział administracyjny

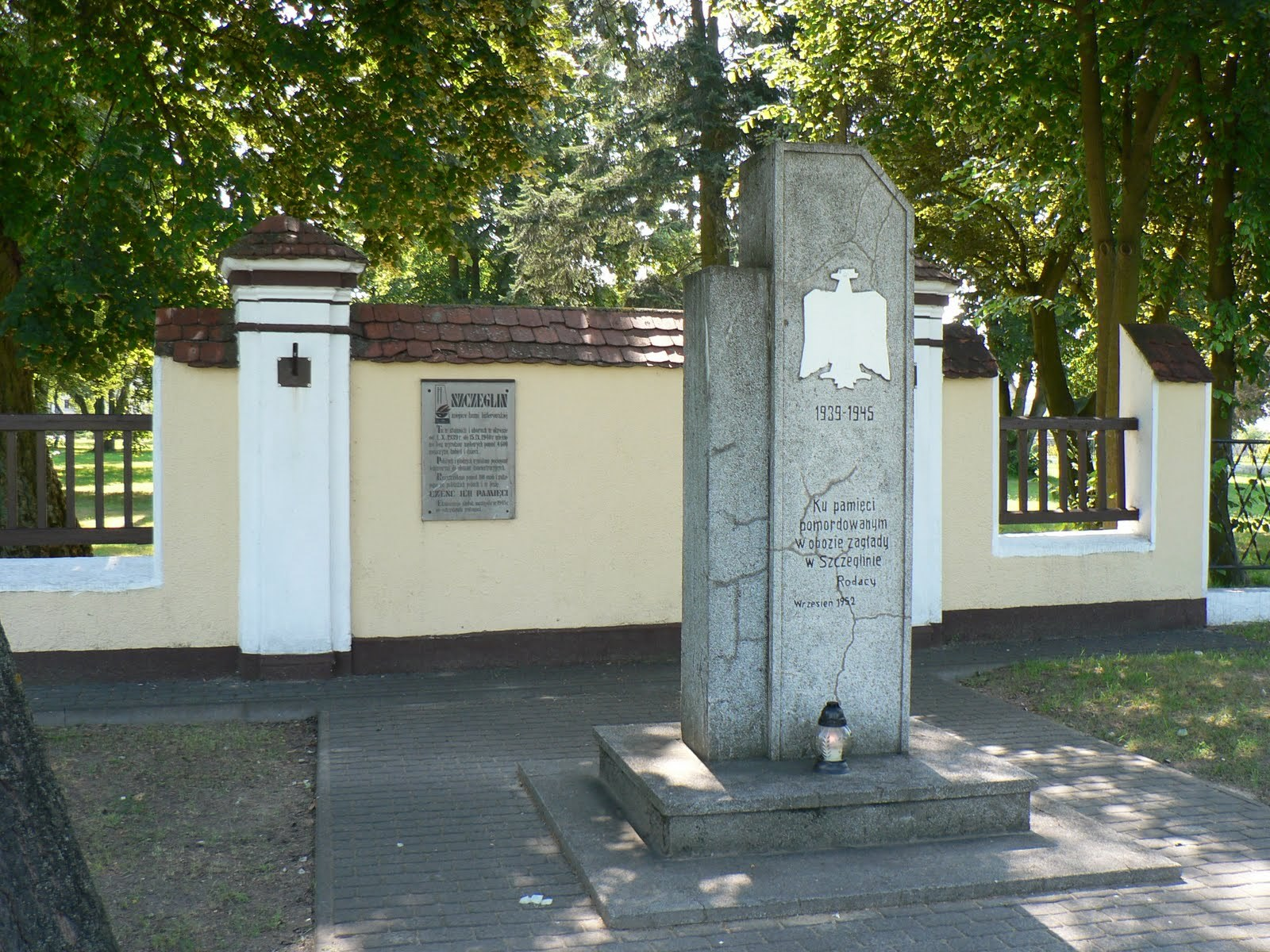
Pomnik ku pamięci zamordowanych przez hitlerowców w obozie w Szczeglinie

W latach 1975–1998 miejscowość położona była w województwie bydgoskim.

## Demografia
Według Narodowego Spisu Powszechnego (III 2011 r.) liczyła 96 mieszkańców. Jest 37. co do wielkości miejscowością gminy Mogilno.

## Historia
Dobra te stanowiły odwieczną własność klasztoru mogileńskiego, nadaną już w 1065 r. i zatwierdzoną w 1193 r.
W późniejszym czasie rząd pruski wcielił je do domeny Mogilna, a następnie przeszły w prywatne ręce niemieckie. Ostatnim właścicielem przedwojennym tych dóbr był Niemiec o nazwisku Werner von Borck.
W latach 1939–1945 Niemcy zorganizowali tu obóz, początkowo przejściowy – dokąd hitlerowcy sprowadzali kolejno na krótki pobyt: żołnierzy Wojska Polskiego, Żydów i księży. Następnie sprowadzali tu polskie rodziny na przesiedlenie i wreszcie przemianowali go na obóz karno-izolacyjny. Pomieszczenia dla więźniów urządzone były z zabudowań gospodarczych, stajni, obór i stodół.
Po wojnie majątek znacjonalizowano, a właścicielem został Skarb Państwa Polskiego.

## Zabytki
Według rejestru zabytków NID na listę zabytków wpisany jest zespół dworski z początku XX w., nr rej.: A/215/1-2 z 5.06.1987: dwór z około 1910 r. i park.